# Stefan Kuryłowicz
Stefan Kuryłowicz (* 25. März 1949 in Warschau; † 6. Juni 2011 nahe Santander, Spanien) war einer der wichtigsten polnischen Architekten nach 1989. Er prägte insbesondere das Stadtbild von Warschau. Kuryłowicz begründete das Architekturstudio Kuryłowicz & Associates.
Er war 1972 Absolvent im Fach Architektur der Technischen Universität Warschau, wo er auch promovierte, habilitierte und als Hochschullehrer tätig war.
Er entwarf moderne Geschäftshäuser aus Stahl und Glas, die die Skyline der Stadt Warschau nachhaltig veränderten. Anfang der 2000er-Jahre legte er auch mehrere Wohnblocks an.
Unter anderem war Kuryłowicz Berater der Warschauer Oberbürgermeisterin Hanna Gronkiewicz-Waltz.
Kurylowicz starb am 6. Juni 2011 zusammen mit drei polnischen Bürgern bei einem Flugzeugabsturz in Asturien. Er hinterließ seine Frau und zwei Söhne.

## Von Kuryłowicz entworfene Gebäude

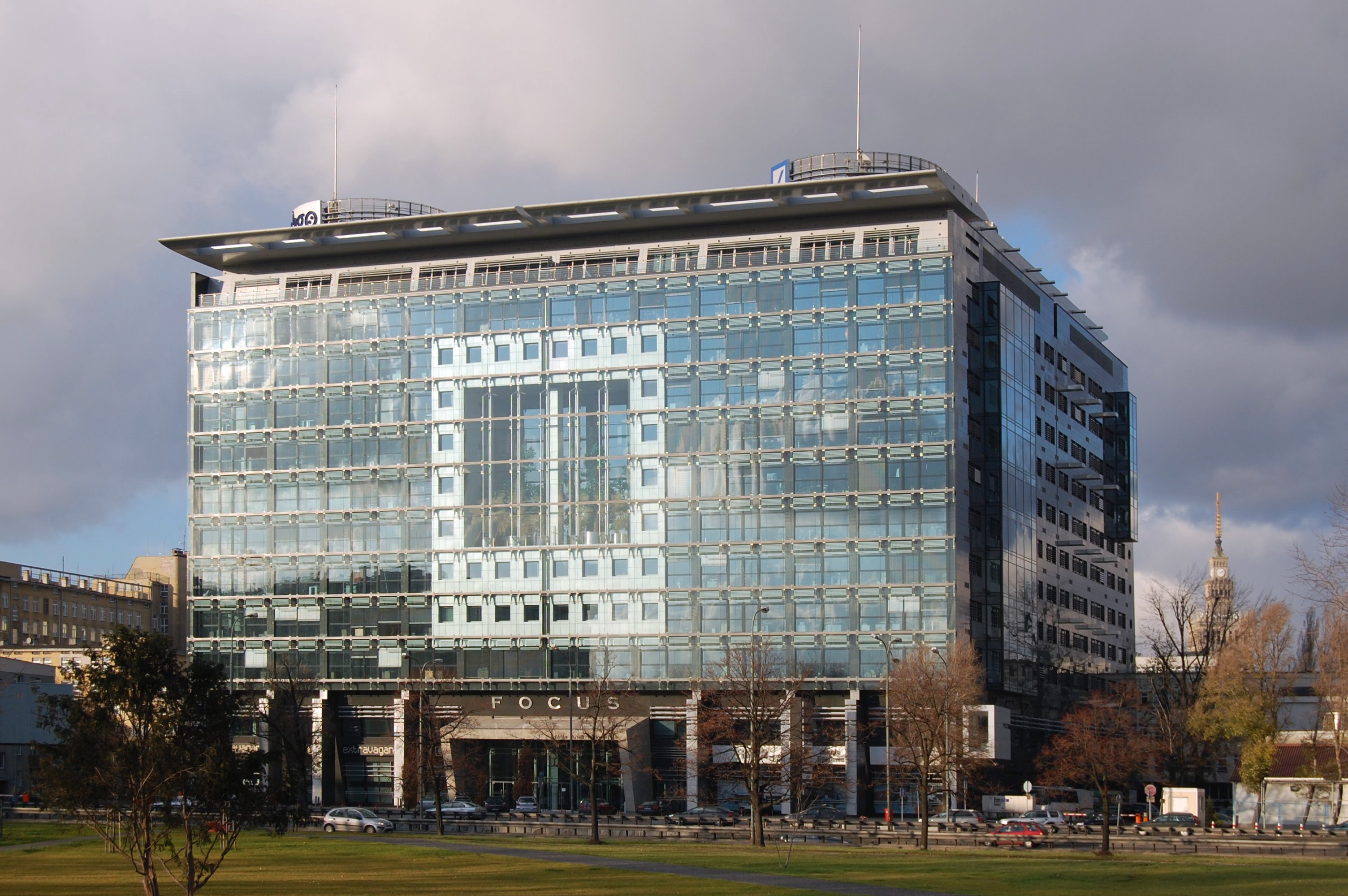
Focus-Gebäude in Warschau
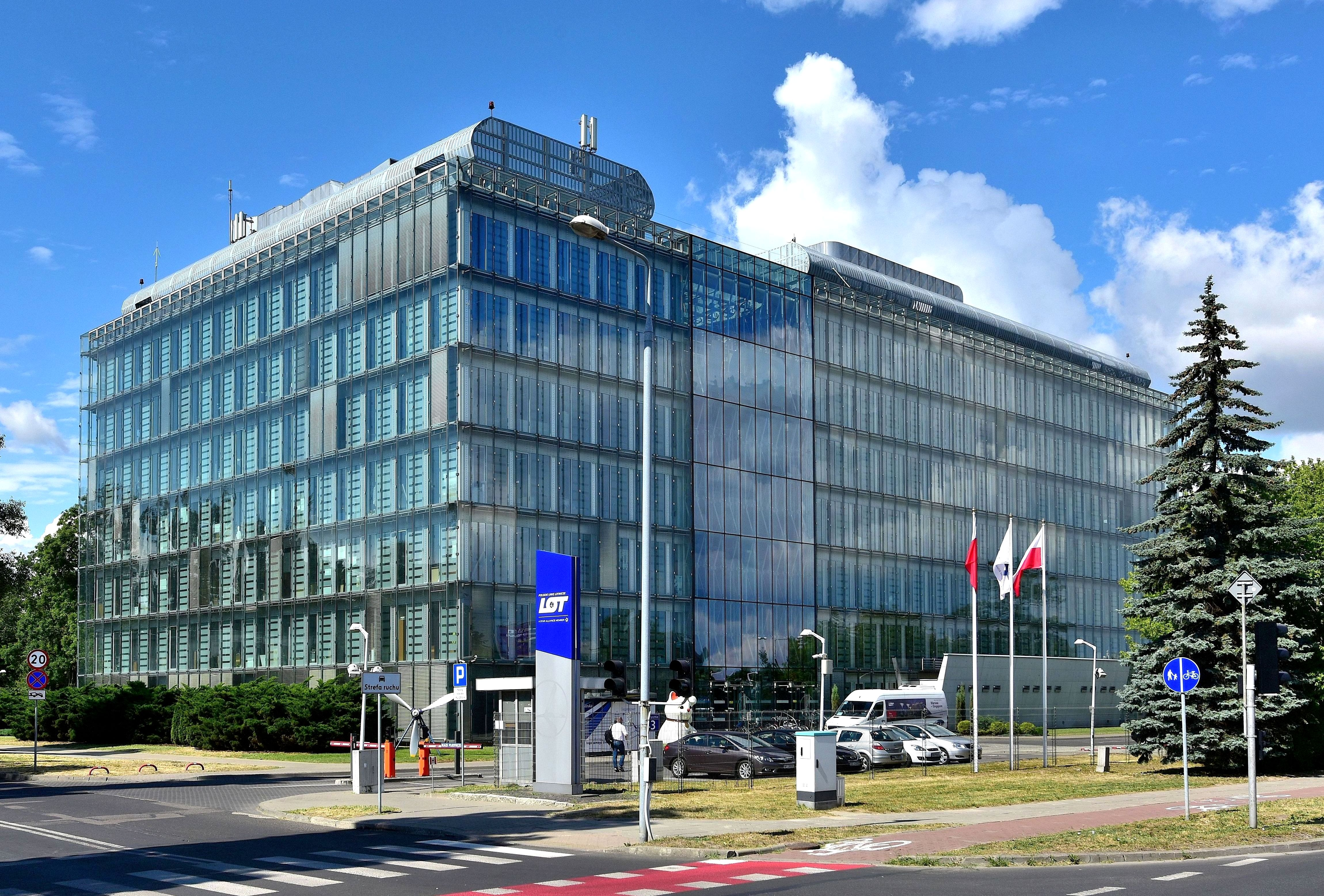
Hauptsitz von LOT in Warschau
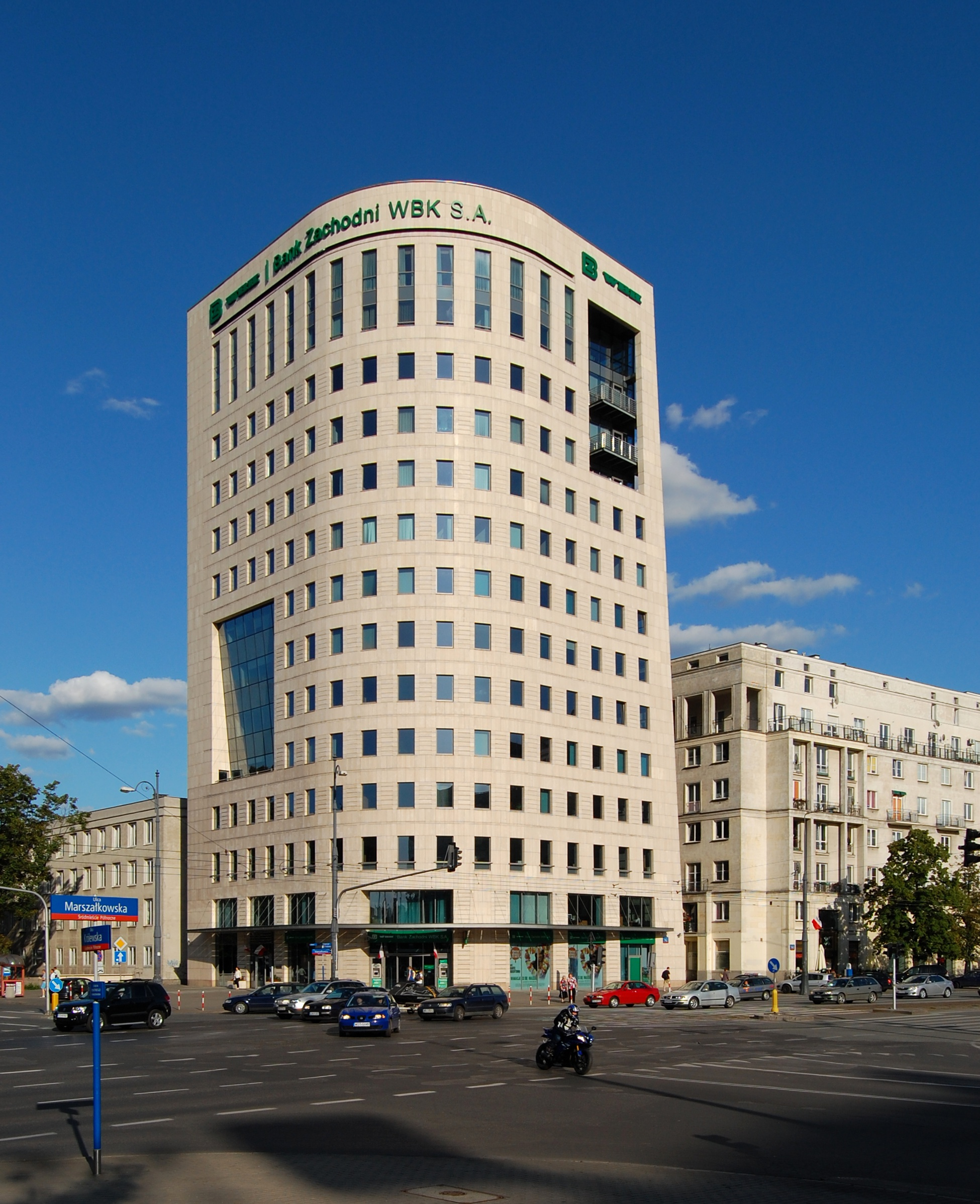
Centrum Królewska, Bürogebäude
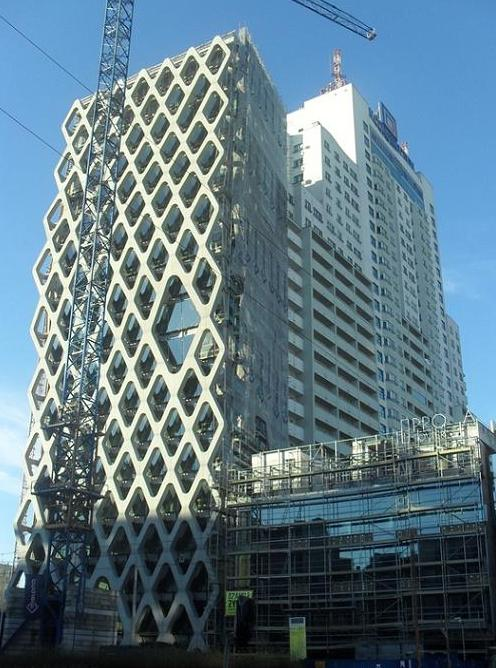
Prosta Tower, eröffnet November 2010
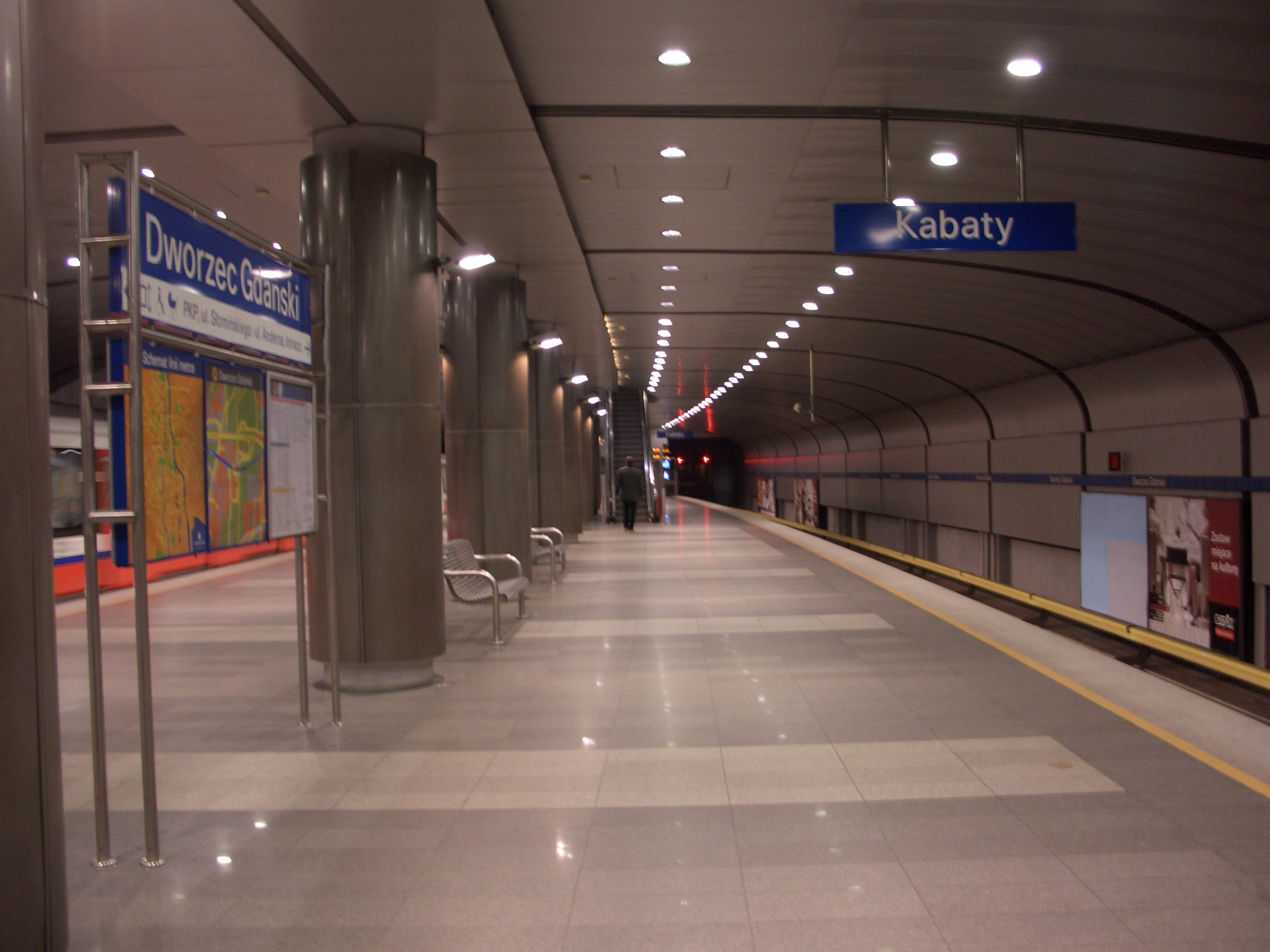
Danziger Bahnhof in der Metro Warschau
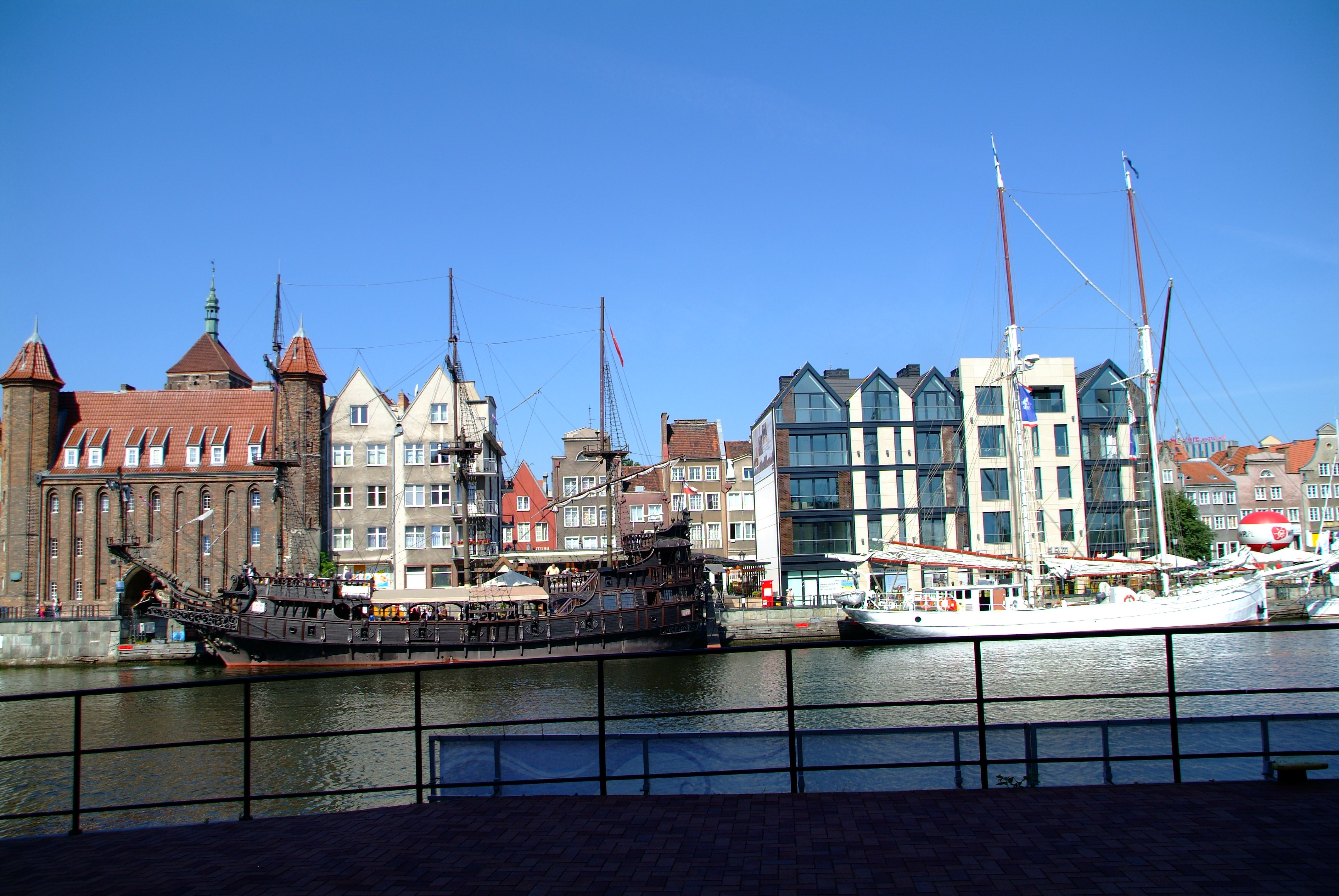
Residenz Symfonia in Danzig, Polen
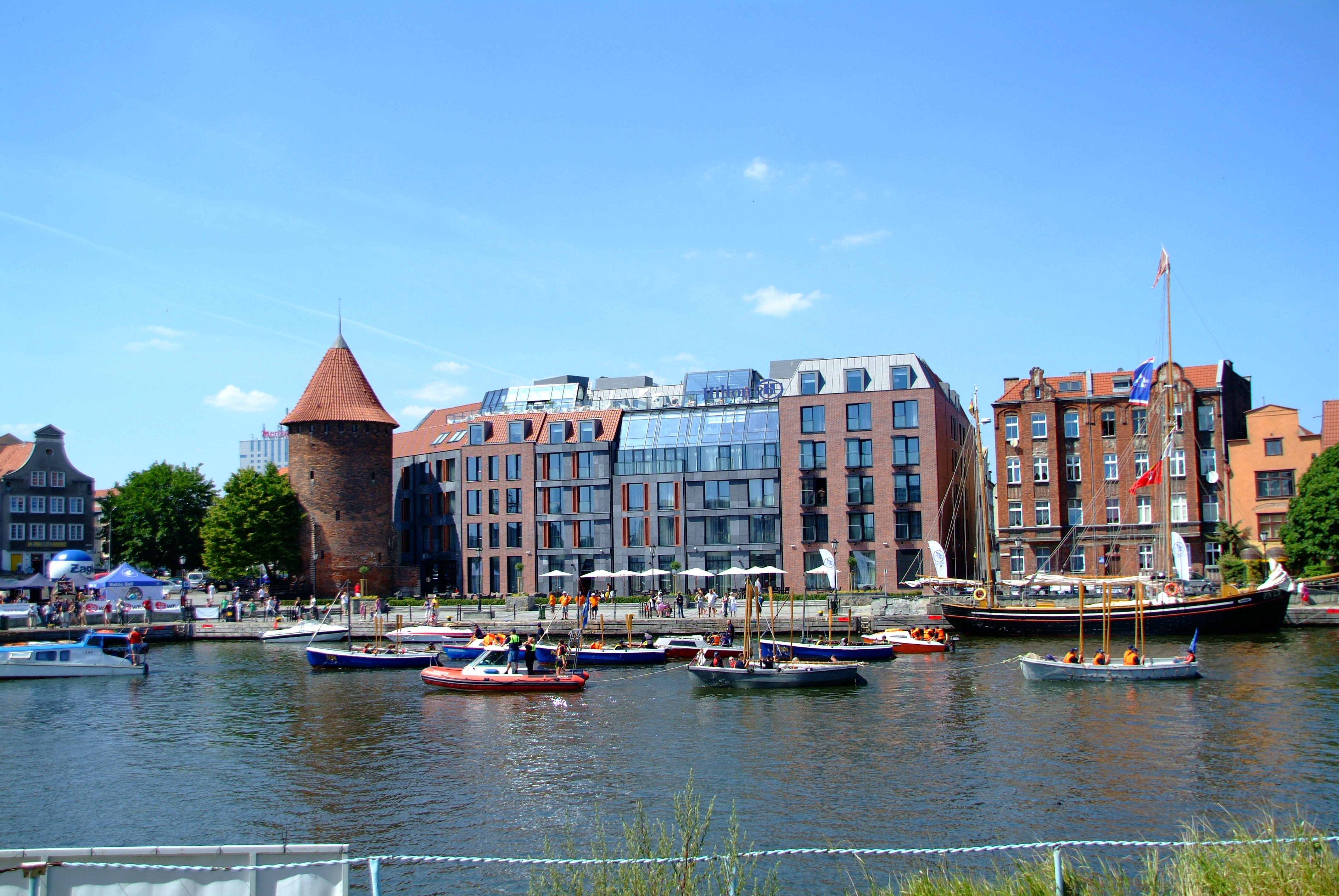
Hilton-Hotel in Danzig
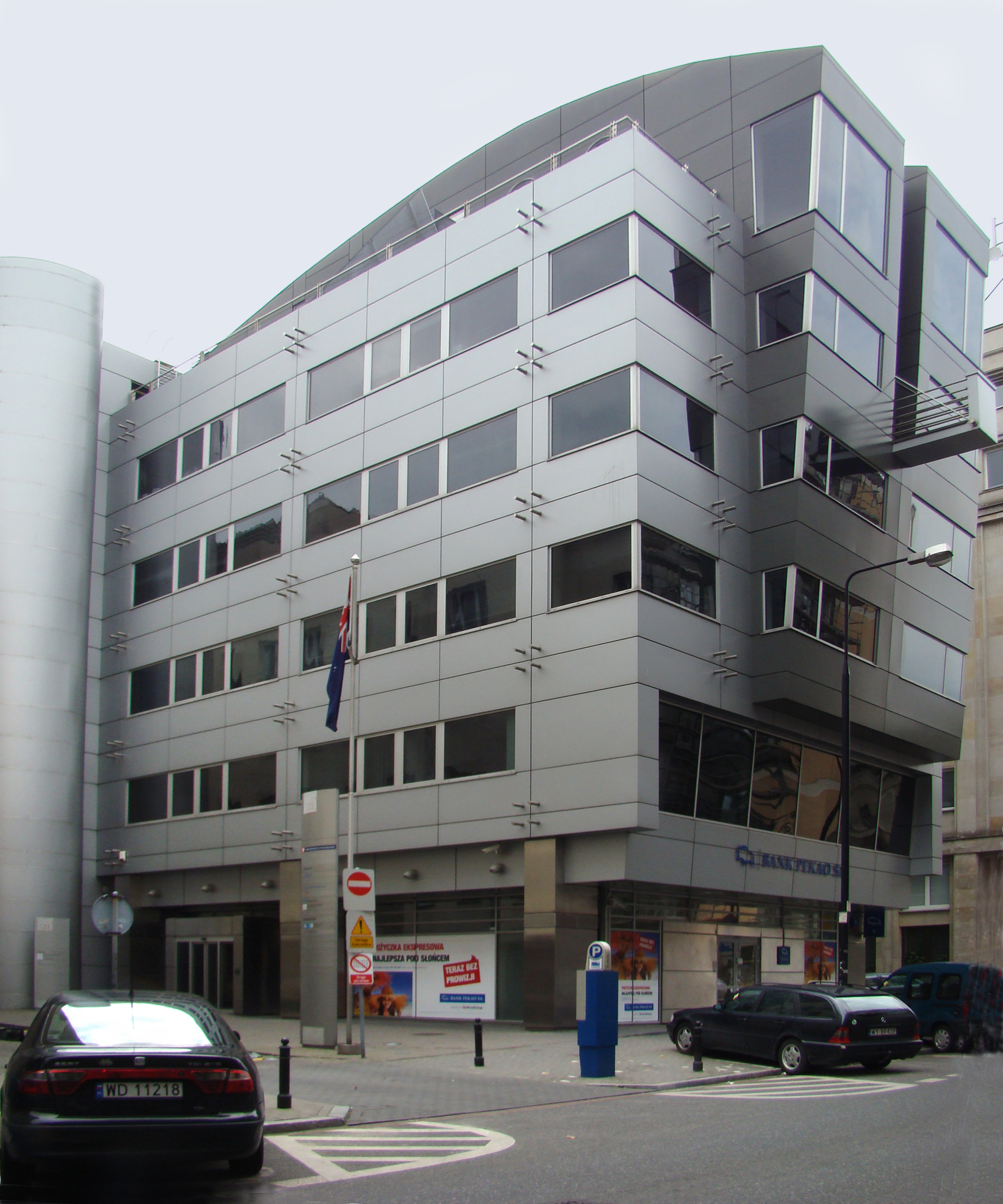
Australische Botschaft in Warschau
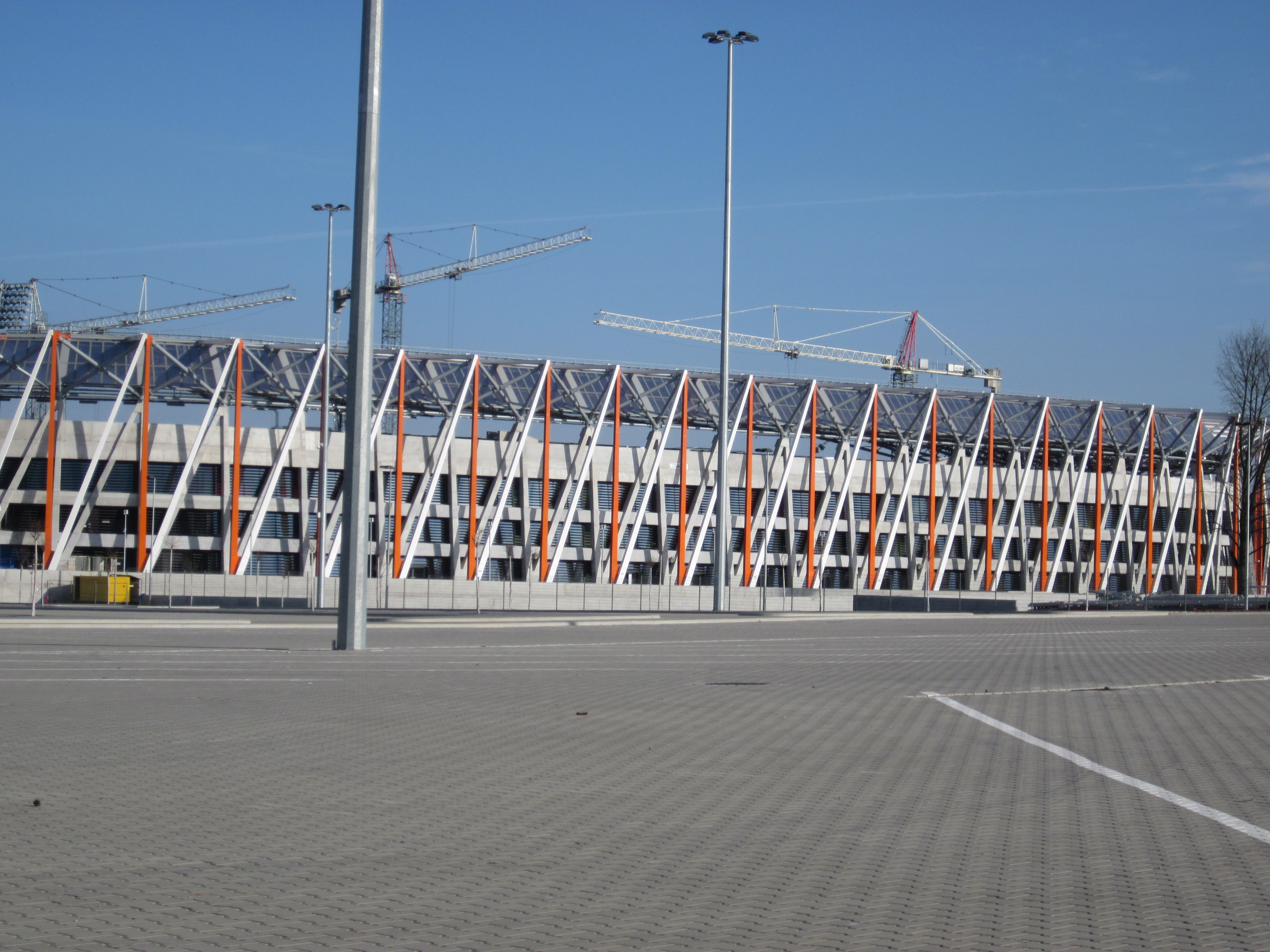
Stadion Miejski in Białystok